# Вейо Мері
Вейо Мері (фін. Veijo Väinö Valvo Meri; 31 грудня 1928, Виборг — 21 червня 2015, Фінляндія) — фінський письменник (новеліст та есеїст), поет. Фокусувався на проблематиці війни, видатний майстер «чорного гумору».

## Життєпис
Нагороджений вищою нагородою Фінляндії для діячів мистецтв — медаллю «Pro Finlandia» (1967); відзначений званням академіка (1998).
Перший роман, що приніс йому популярність — «Манільський канат» (1957), є одним із тих творів фінської прози, що найчастіше перекладаються іноземними мовами.
У 1973 році за роман «Kersantin poika» («Син унтерофіцера») письменник був відзначений літературною премією Північної Ради. Державну премію з літератури присуджували йому сім разів (1958, 1961, 1962, 1964, 1969, 1974, 1976).